# Championnat du Turkménistan de football 2024
Navigation
Saison 2023 Saison 2025
La saison 2024 du Championnat du Turkménistan de football est la trente-deuxième édition de la première division au Turkménistan. La compétition rassemble les neuf meilleurs clubs du pays qui sont regroupés au sein d'une poule unique et s'affrontent quatre fois. Il n'y a ni promotion, ni relégation en fin de saison.
Le tenant du titre, FK Arkadag, remporte de nouveau le championnat en gagnant tous ses matchs ainsi que la Coupe et la Supercoupe du Turkménistan.

## Les clubs participants
| Equipes           | Villes      | Stades                    | Capacité |
| ----------------- | ----------- | ------------------------- | -------- |
| FK Arkadag P      | Arkadag     | Stade d'Arkadag           | 10 000   |
| FK Altyn Asyr     | Achgabat    | Buzmeyin Sport Complex    | 10 000   |
| FC Balkan         | Balkanabat  | Stade de Balkanabat       | 10 000   |
| Merw Mary         | Mary        | Mary Stadium              | 10 000   |
| Şagadam FK        | Türkmenbaşy | Turkmenbashi City Stadium | 5 000    |
| FK Ahal Änew      | Änew        | Stade d'Achgabat          | 20 000   |
| Köpetdag Achgabat | Achgabat    | Stade Köpetdag            | 26 000   |
| FK Achgabat       | Achgabat    | Nusaý Stadium             | 3 000    |
| FK Energetik Mary | Mary        | Energetik Stadiony        | 3 000    |

## Qualifications continentales
Le champion se qualifie pour le premier tour de la Ligue des champions 2 de l'AFC 2025-2026, le vice-champion se qualifie pour la phase de poules de la Challenge League de l'AFC 2025-2026.
Cependant les qualifications dépendent des licences obtenus par les clubs. 

## Compétition
Le barème de points servant à établir le classement se décompose ainsi :
- Victoire : 3 points
- Match nul : 1 point
- Défaite : 0 point

### Classement
| Rang | Équipe            | Pts | J  | G  | N | P  | Bp  | Bc | Diff |
| ---- | ----------------- | --- | -- | -- | - | -- | --- | -- | ---- |
| 1    | FK ArkadagT C     | 90  | 30 | 30 | 0 | 0  | 147 | 20 | +127 |
| 2    | FK Ahal Änew      | 67  | 30 | 22 | 1 | 7  | 68  | 29 | +39  |
| 3    | FK Altyn Asyr     | 65  | 30 | 21 | 2 | 7  | 72  | 33 | +39  |
| 4    | Şagadam FK        | 40  | 30 | 13 | 1 | 16 | 40  | 51 | -11  |
| 5    | Merw Mary         | 35  | 30 | 11 | 2 | 17 | 21  | 60 | -39  |
| 6    | FK Achgabat       | 28  | 30 | 8  | 4 | 18 | 27  | 58 | -31  |
| 7    | Nebitçi FT        | 27  | 30 | 8  | 3 | 19 | 28  | 64 | -36  |
| 8    | Köpetdag Achgabat | 17  | 30 | 4  | 5 | 21 | 18  | 69 | -51  |
| 9    | Energetik Mary    | 5   | 16 | 1  | 2 | 13 | 8   | 45 | -37  |

|  | Qualification pour la phase de groupe de la Ligue des champions 2 de l'AFC 2025-2026   |
|  | Qualification pour le tour préliminaire de la Ligue des champions 2 de l'AFC 2025-2026 |
|  | Qualification pour la Challenge League de l'AFC 2025-2026                              |
|  | T : Tenant du titre C : Vainqueur de la Coupe du Turkménistan                          |

- Le champion FK Arkadag ayant remporté la Challenge League de l'AFC 2024-2025 et étant d'office qualifié pour la Ligue des champions 2 de l'AFC 2025-2026, le vice champion, FK Ahal Änew, prend la place en tour préliminaire de cette même compétition. Le FK Altyn Asyr récupère quand à lui la place en Challenge League de l'AFC 2025-2026.

- Energetik Mary ne participe pas au deuxième tour du championnat[2].

## Bilan de la saison
| Championnat du Turkménistan de football 2024 |                       |
| Champion                                     | FK Arkadag (2e titre) |
| Coupes et trophées                           |                       |
| Vainqueur de la Coupe du Turkménistan 2024   | FK Arkadag            |
| Qualifications continentales                 |                       |
| Ligue des champions 2 de l'AFC 2025-2026     | FK Arkadag            |
| Ligue des champions 2 de l'AFC 2025-2026     | FK Ahal Änew          |
| Challenge League de l'AFC 2025-2026          | FK Altyn Asyr         |
| Promotions et relégations                    |                       |
| Promus en Yokary Liga                        | Aucun                 |
| Relégués en Birinji Ligasy                   | Aucun                 |